# Rocha vulcânica

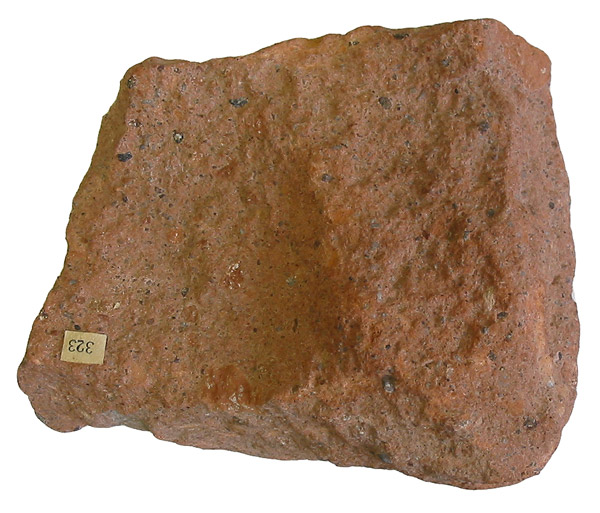
Ignimbrite, uma rocha vulcânica depositada por fluxos piroclásticos

Rocha vulcânica é uma rocha formada a partir de lava em erupção de um vulcão. Em outras palavras, difere de outras rochas ígneas por ser de origem vulcânica. Como todos os tipos de rochas, o conceito de rocha vulcânica é artificial e, na natureza, as rochas vulcânicas se classificam em rochas hipabissais e metamórficas e constituem um elemento importante de alguns sedimentos e rochas sedimentares. Por essas razões, em geologia, rochas vulcânicas e hipoabissais rasas nem sempre são tratadas como distintas. No contexto do pré-cambriano geologia do escudo, o termo "vulcânico" é frequentemente aplicado ao que são rochas estritamente metavulcânicas. Rochas vulcânicas e sedimentos que se formam a partir do magma erupcionado no ar são chamados de "vulcaniclásticos", e são rochas tecnicamente sedimentares.
As rochas vulcânicas estão entre os tipos de rochas mais comuns na superfície da Terra, particularmente nos oceanos. Em terra, são muito comuns nos limites das placas e nas províncias de basalto de inundação. Estima-se que as rochas vulcânicas cobrem cerca de 8% da superfície terrestre atual da Terra.

## Características

### Configuração e tamanho
|                         |                                     | Depósito piroclástico                              |                                                |
| Tamanho do clasto em mm | Piroclasto                          | Principalmente não consolidado: tephra             | Principalmente consolidado: rocha piroclástica |
| > 64 milímetros         | bomba, bloco                        | Aglomerado, leito de blocos ou bomba, bloco tephra | Aglomerado, brecha piroclástica                |
| 64 a 2 milímetros       | Lapillus                            | Camada, cama de lapilli ou tephra de lapilli       | tufo lapilli                                   |
| 2 a 1/16 milímetros     | Grão de cinzas grosso               | Cinza grossa                                       | Grosso (tufo de cinzas)                        |
| < 1/16 mm               | Grão de cinza fina (grão de poeira) | Cinza fina (poeira)                                | Tufo fino (cinzas) (tufo de poeira)            |

### Química

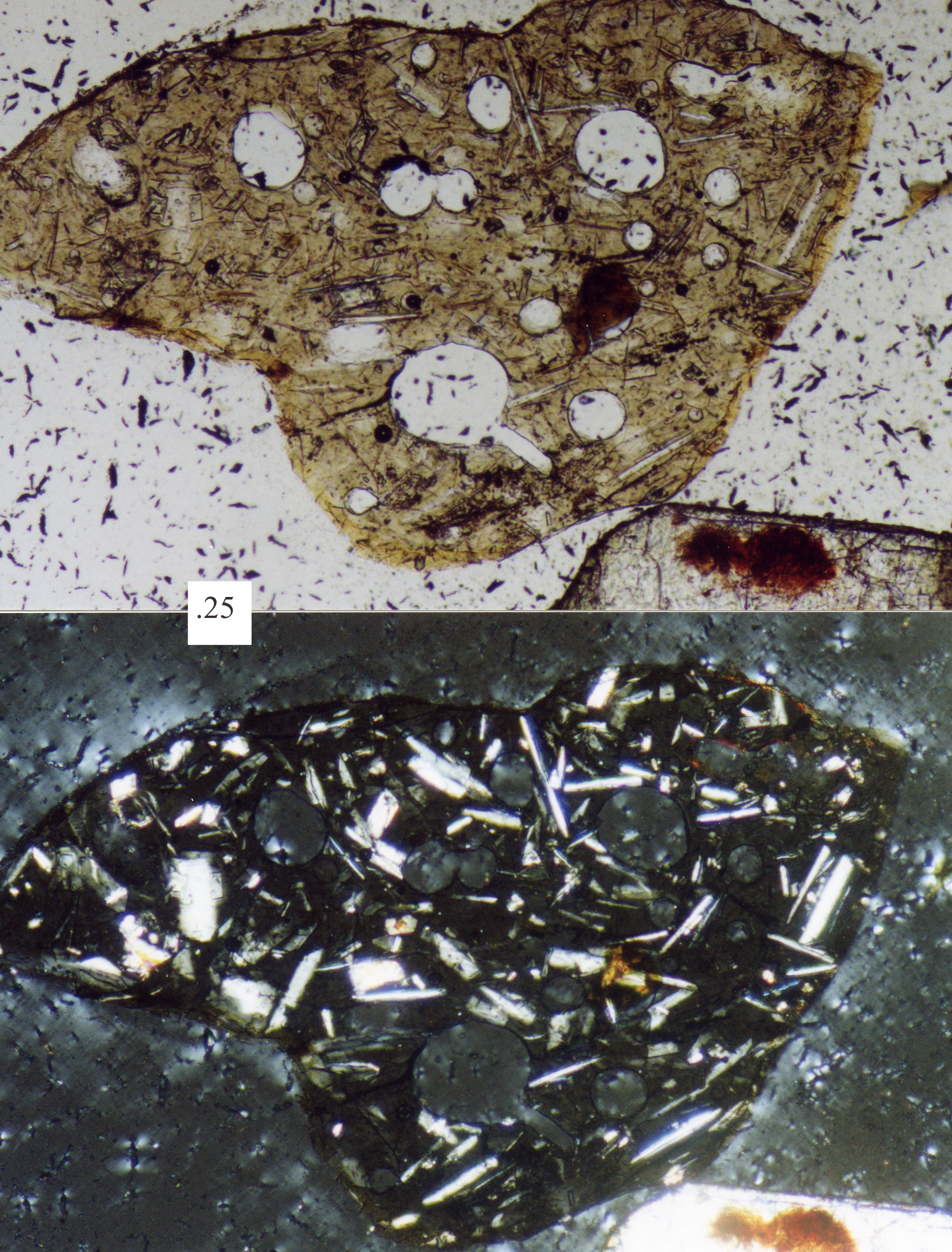
Fotomicrografia de fragmento lítico vulcânico (grão de areia); a imagem superior é a luz polarizada plana, a imagem inferior é a luz polarizada cruzada, a caixa de escala no centro esquerdo é de 0,25 milímetros

A maioria dos petrólogos modernos classifica as rochas ígneas, incluindo rochas vulcânicas, por sua química ao lidar com sua origem.
A classificação química das rochas ígneas é baseada primeiramente no conteúdo total de silício e metais alcalinos (sódio e potássio) expressos como fração em peso de sílica e óxidos alcalinos (K2O mais Na2O). Estes colocam a rocha em um dos campos do diagrama TAS. Rocha ultramáfica e carbonatitostêm sua própria classificação especializada, mas raramente ocorrem como rochas vulcânicas. Alguns campos do diagrama TAS são subdivididos pela proporção de óxido de potássio para óxido de sódio. Classificações adicionais podem ser feitas com base em outros componentes, como teor de alumínio ou ferro.

Classificação IUGS de rochas vulcânicas afaníticas de acordo com seus teores de peso relativo de álcalis (Na_{2}O+K_{2}O) e sílica (SiO_{2})_{.} A área azul é aproximadamente onde as rochas alcalinas se localizam; área amarela onde as rochas subalcalinas plotam. Fonte original: *Le Maitre, RW (ed.); 1989: Uma classificação de rochas ígneas e glossário de termos, Blackwell Science, Oxford.

As rochas vulcânicas também são amplamente divididas em rochas vulcânicas subalcalinas, alcalinas e peralcalinas. As rochas subalcalinas são definidas como rochas nas quais:
SiO 2 < -3,3539 × 10−4 × A 6 + 1,2030 × 10−2 × A5 - 1,5188 × 10−1 × A4 + 8,6096 × 10−1 × A3 - 2,1111 × A2 + 3,9492 × A + 39,0
onde tanto a sílica quanto o teor de óxido alcalino total (A) são expressos como fração molar. Como o diagrama TAS usa fração de peso e o limite entre rocha alcalina e subalcalina é definido em termos de fração molar, a posição dessa curva no diagrama TAS é apenas aproximada. Rochas vulcânicas peralcalinas são definidas como rochas com Na2O + K2O > Al2O3, de modo que alguns dos óxidos alcalinos devem estar presentes como egirina ou anfibólio sódico em vez de feldspato.
A química das rochas vulcânicas depende de duas coisas: a composição inicial do magma primário e a diferenciação subsequente. A diferenciação da maioria dos magmas tende a aumentar o teor de sílica (SiO2), principalmente pelo fracionamento dos cristais. A composição inicial da maioria dos magmas é basáltica, embora pequenas diferenças nas composições iniciais possam resultar em múltiplas séries de diferenciação. As mais comuns dessas séries são as toleíticas, cálcio-alcalinas e alcalinas.

## Composição de rochas vulcânicas

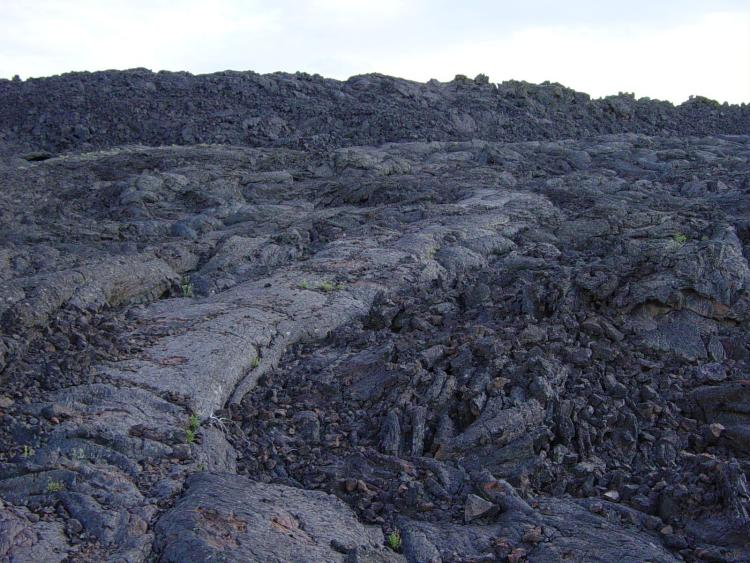
Ao lado da lava pāhoehoe no Craters of the Moon National Monument and Preserve, Idaho, Estados Unidos.

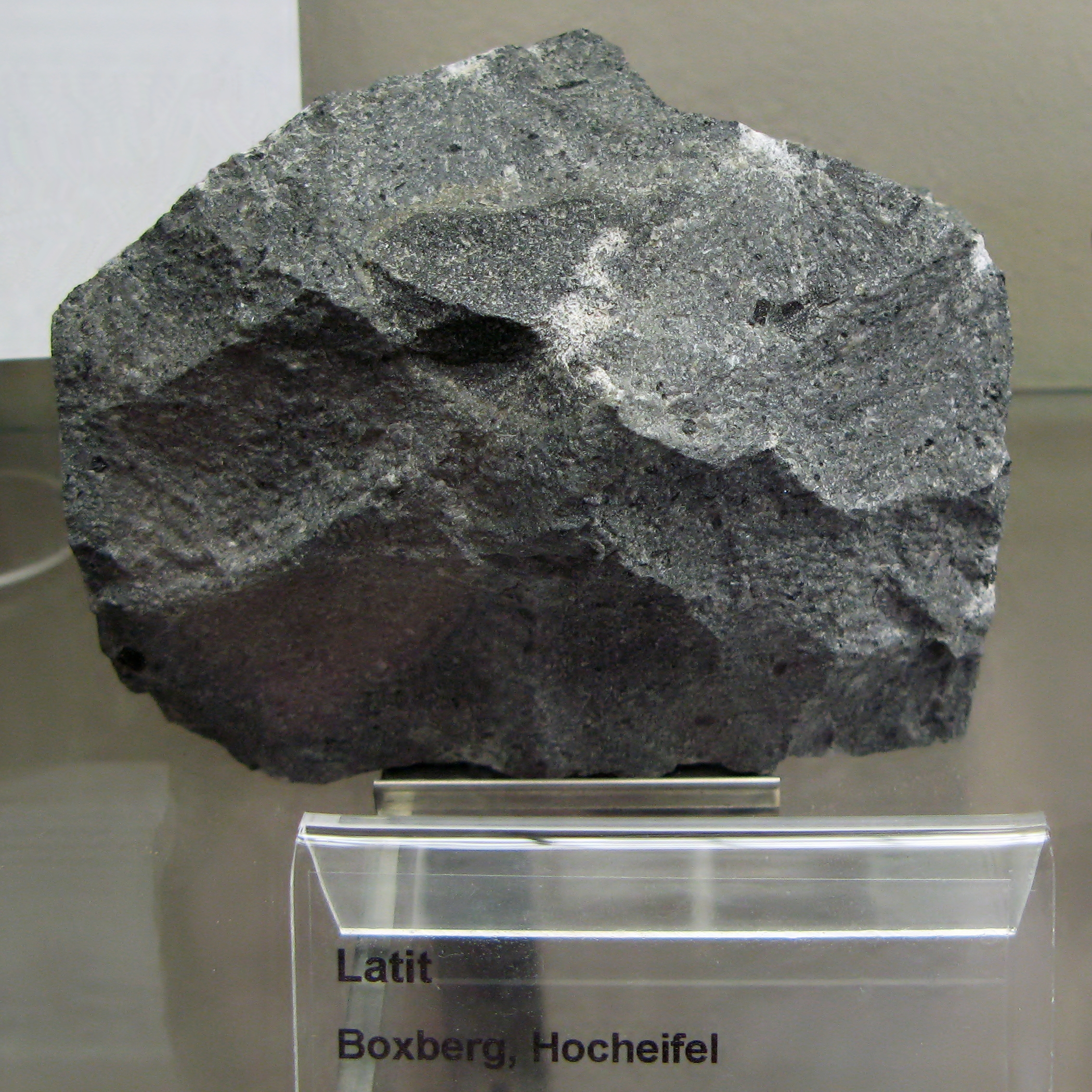
Um exemplo alemão de latite, um tipo de rocha vulcânica

A subfamília de rochas que se formam a partir da lava vulcânica são chamadas de rochas vulcânicas ígneas (para diferenciá-las das rochas ígneas que se formam a partir do magma abaixo da superfície, chamadas de rochas ígneas plutônicas).
As lavas de diferentes vulcões, quando resfriadas e endurecidas, diferem muito em sua aparência e composição. Se um fluxo de lava de riolito esfria rapidamente, ele pode congelar rapidamente em uma substância vítrea preta chamada obsidiana.

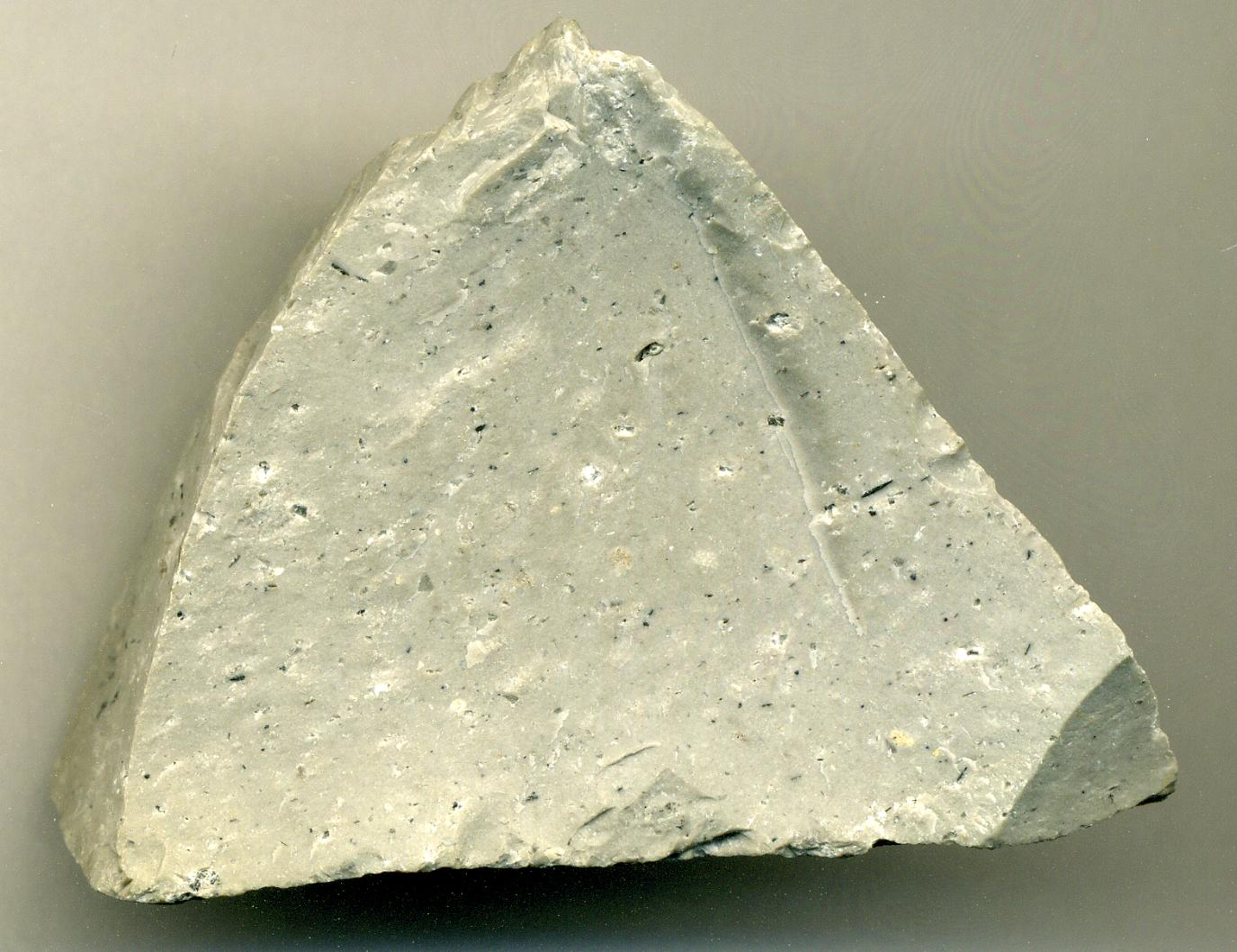
Uma amostra de riolito

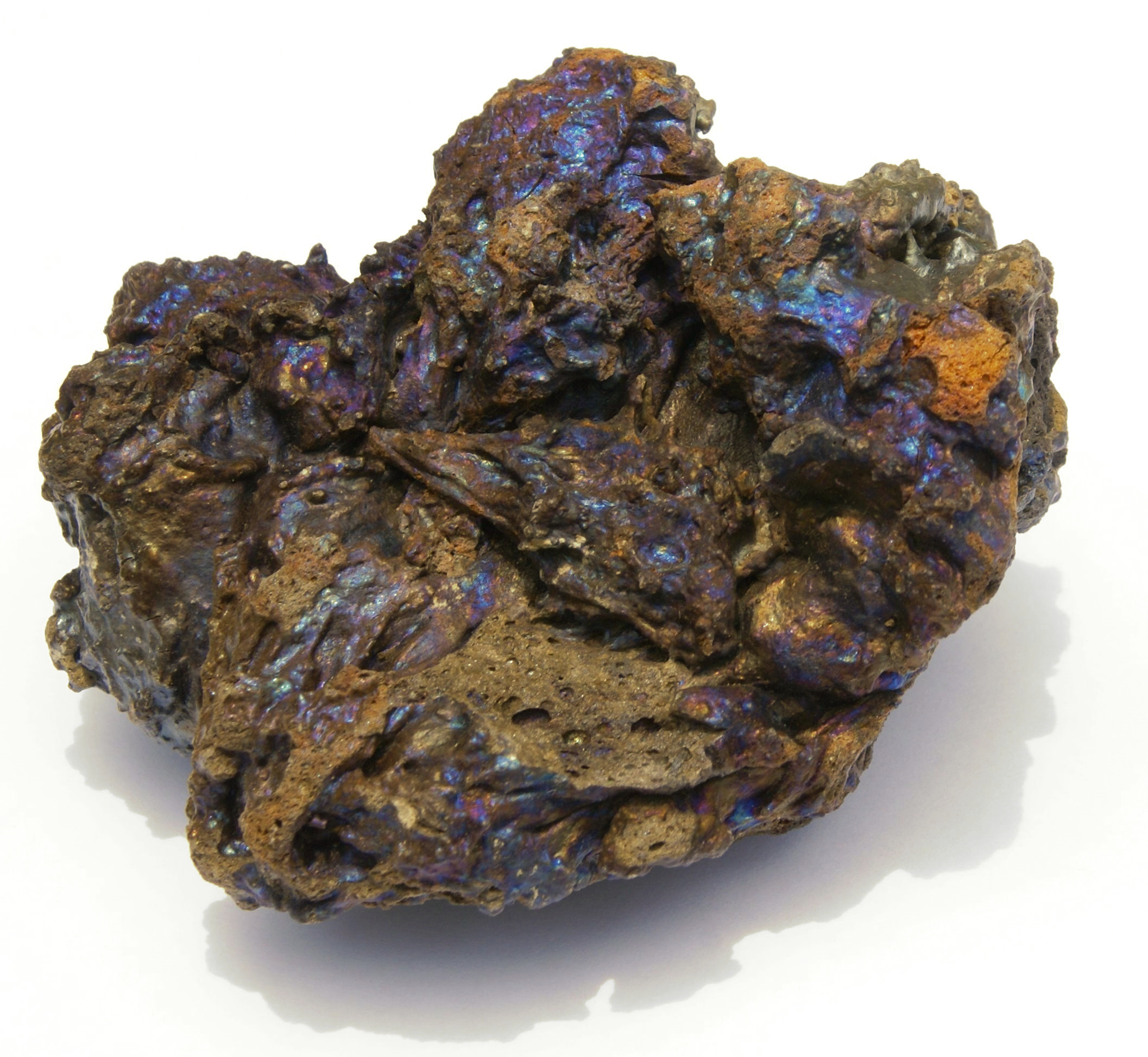
Escória basáltica da ilha de Amsterdã no Oceano Índico

As lavas, tendo esfriado rapidamente em contato com o ar ou a água, são em sua maioria finamente cristalinas ou têm pelo menos uma massa de solo de granulação fina representando aquela parte do fluxo de lava semicristalina viscosa que ainda estava líquida no momento da erupção. Nessa época, estavam expostos apenas à pressão atmosférica, e o vapor e outros gases que continham em grande quantidade podiam escapar livremente; disso surgem muitas modificações importantes, sendo a mais notável a presença frequente de numerosas cavidades de vapor (estrutura vesicular) muitas vezes desenhadas para formas alongadas posteriormente preenchidas com minerais por infiltração (estrutura amigdaloidal).
À medida que a cristalização estava acontecendo enquanto a massa ainda estava avançando sob a superfície da Terra, os minerais mais recentes formados (na massa terrestre ) são comumente dispostos em linhas subparalelas sinuosas que seguem a direção do movimento (fluxão ou estrutura fluidal)— e minerais iniciais maiores que previamente cristalizados podem mostrar o mesmo arranjo. A maioria das lavas cai consideravelmente abaixo de suas temperaturas originais antes de serem emitidas. Em seu comportamento, apresentam uma analogia próxima com soluções quentes de sais em água, que, ao se aproximarem da temperatura de saturação, primeiro depositam uma safra de cristais grandes e bem formados (estágio lábil) e posteriormente precipitam nuvens de cristais menores menos perfeitos. partículas (estágio metaestável).
Nas rochas ígneas, a primeira geração de cristais geralmente se forma antes que a lava emerja à superfície, ou seja, durante a subida das profundezas subterrâneas à cratera do vulcão. Tem sido frequentemente verificado por observação que lavas recém-emitidos contêm grandes cristais carregados em uma massa líquida derretida. Os cristais iniciais grandes e bem formados (fenocristais) são considerados porfiríticos; os cristais menores da matriz circundante ou massa fundamental pertencem ao estágio pós-efusão. Mais raramente as lavas são completamente fundidas no momento da ejeção; eles podem então esfriar para formar uma rocha não porfirítica, finamente cristalina, ou se mais rapidamente resfriados podem ser em grande parte não cristalinos ou vítreos (rochas vítreas como obsidiana).
Uma característica comum das rochas vítreas é a presença de corpos arredondados, (esferulitos), constituídos por finas fibras divergentes que irradiam a partir de um centro. Eles consistem em cristais imperfeitos de feldspato, misturados com quartzo ou tridimita. Corpos semelhantes são muitas vezes produzidos artificialmente em vidros que são resfriados lentamente. Raramente, esses esferulitos são ocos ou consistem em conchas concêntricas com espaços entre ("lithophysae"). A estrutura perlítica, também comum em vidros, consiste na presença de trincas arredondadas e concêntricas, formadas devido à contração durante o resfriamento.

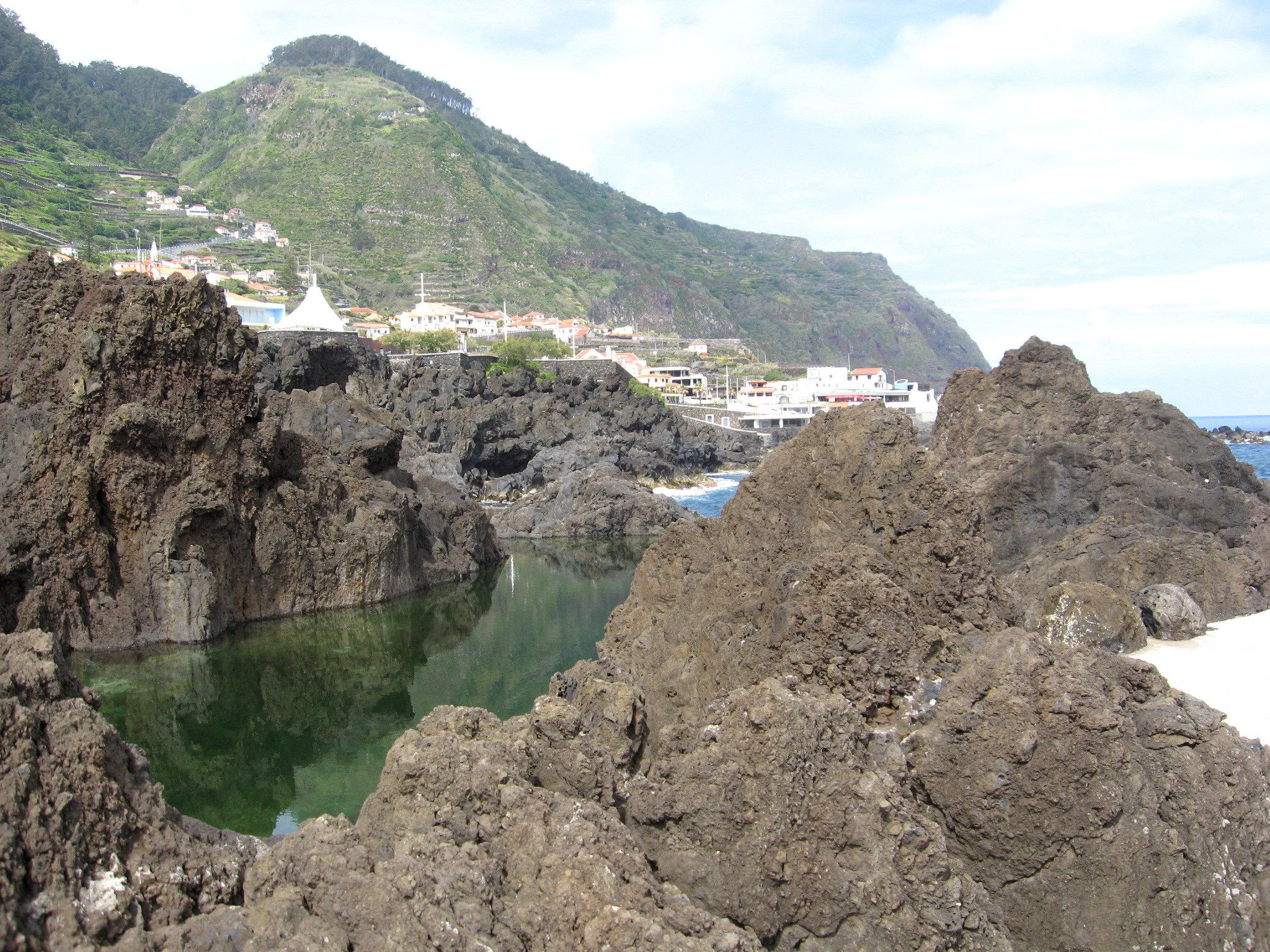
Rochas vulcânicas, Porto Moniz, Madeira

Os fenocristais, ou minerais porfiríticos, não são apenas maiores que os cristais da massa fundamental. Como a matriz ainda estava líquida quando se formaram, esses cristais puderam crescer livremente, assumindo formas cristalinas perfeitas, sem interferência da pressão de cristais adjacentes. Eles parecem ter crescido rapidamente, pois muitas vezes são preenchidos com invólucros de material vítreo ou finamente cristalino como o da massa terrestre. O exame microscópico dos fenocristais geralmente revela que eles tiveram uma história complexa. Muito frequentemente apresentam camadas de composição diferente, indicadas por variações de cor ou outras propriedades ópticas; assim, a augita pode ser verde no centro cercada por vários tons de marrom; ou podem ser verde pálido centralmente e verde mais escuro com forte pleocroísmo (egirina) na periferia.
Nos feldspatos, o centro é geralmente mais rico em cálcio do que as camadas circundantes, e zonas sucessivas podem ser notadas, cada uma menos cálcica do que aquelas dentro dele. Os fenocristais de quartzo (e de outros minerais), em vez de faces cristalinas nítidas e perfeitas, podem apresentar superfícies arredondadas e corroídas, com as pontas embotadas e projeções irregulares em forma de língua da matriz na substância do cristal. É claro que depois que o mineral cristalizou, ele foi parcialmente dissolvido ou corroído em algum período antes da matriz solidifica.
Os fenocristais corroídos de biotita e hornblenda são muito comuns em algumas lavas; eles são cercados por bordas pretas de magnetita misturadas com augita verde-clara. A substância hornblenda ou biotita mostrou-se instável em certo estágio de consolidação e foi substituída por um paramorfo de augita e magnetita, que pode substituir parcial ou completamente o cristal original, mas ainda mantém seus contornos característicos.